# Robert Kennedy and His Times
Robert Kennedy and His Times ist eine dreiteilige US-amerikanische TV-Miniserie aus dem Jahr 1985. Sie wurde am 27. Januar 1985 auf dem Fernsehsender CBS ausgestrahlt.

## Handlung
Robert Kennedy and His Times beruht auf dem gleichnamigen Roman von Arthur M. Schlesinger, Jr. und erzählt die Geschichte Robert F. Kennedys. Die Geschichte beginnt 1946, als Robert F. Kennedy seinen Bruder im Wahlkampf-Hauptquartier unterstützt. Seine spätere Ehefrau Ethel Shakel hat er ein Jahr zuvor kennenlernt. Die Serie endet mit der Ermordung von Robert F. Kennedy im Alter von 42 Jahren.

## Hintergründe
Robert Kennedy and his Times basiert auf einer Biographie von Arthur M. Schlesinger, Jr. und wurde im Januar 1984 in Boston gedreht. Am 27. Januar 1985 wurde die Serie auf dem amerikanischen Fernsehsender CBS ausgestrahlt. Brad Davis übernahm die Rolle des Robert F. Kennedys. Cliff De Young spielte den John F. Kennedy. Shannen Doherty, Jason Bateman und River Phoenix waren in kleineren Rollen zu sehen. 1995 erschien die Serie in den Vereinigten Staaten auf VHS. 2011 folgte die Veröffentlichung auf DVD. Zur Ausstrahlungszeit war die Familie Kennedy für die Amerikaner sehr wichtig. Rose war noch am Leben, Edward war immer noch ein bedeutendes Mitglied des Senats und Jackie O sorgte immer noch für Schlagzeilen. John wuchs zum Mann heran und Caroline wollte heiraten. Die Familie Kennedy wurde respektiert, und die Leute waren fasziniert von ihr. Dies zeigt sich auch im Film, der die Kennedys sehr positiv darstellt.

## Auszeichnungen und Nominierungen

### Nominierungen
Primetime Emmy Award
- 1985: Outstanding Limited Series (Rick Rosenberg, Robert W. Christiansen)
- 1985: Outstanding Achievement in Hairstyling (Lynda Gurasich)[10]